# Papa Don’t Preach
Papa Don’t Preach – drugi singel promujący album Madonny pt. True Blue. Piosenka stała się kolejnym międzynarodowym hitem piosenkarki. Piosenka wzbudziła spore kontrowersje, z powodu jej tekstu i teledysku, które sugerowały, że ich główna bohaterka, nastolatka, jest w ciąży i nie zamierza poddać się aborcji. Oczekuje na akceptację swojej decyzji przez ojca (wcielił się w niego aktor Danny Aiello).
Kelly Osbourne nagrała cover tego utworu w 2002 roku, jednak jego wymowa została zmieniona.

## Listy sprzedaży
| Kraj              | Najwyższa pozycja | Sprzedaż |
| ----------------- | ----------------- | -------- |
| Australia         | 1 (6 tygodni)     | 50 000   |
| Austria           | 4                 | -        |
| Brazylia          | 1 (3 tygodnie)    | -        |
| Europa            | 1 (8 tygodni)     | -        |
| Francja           | 3                 | 450 000  |
| Hiszpania         | 4                 | -        |
| Japonia           | 2                 | 34 000   |
| Kanada            | 1 (6 tygodni)     | 50 000   |
| Niemcy            | 2                 | 410 000  |
| Norwegia          | 1 (4 tygodnie)    | -        |
| Stany Zjednoczone | 1 (2 tygodnie)    | 600 000  |
| Szwajcaria        | 2                 | -        |
| Szwecja           | 6                 | -        |
| Wielka Brytania   | 1 (3 tygodnie)    | 590 000  |
| Włochy            | 1 (7 tygodni)     | 200 000  |